# Quinto mandamiento
Quinto mandamiento fue una serie de televisión de drama policial antológica argentina emitida por América TV. La historia se centra en diferentes asesinatos que tienen de trasfondo historias de engaños y secretos. Estuvo protagonizada por un elenco rotativo. Fue estrenada el 5 de diciembre de 2004.

## Sinopsis
La historias rotan entre distintos casos policiales con un tono de suspenso, en donde la trama gira en torno a un asesinato que será el eje de diferentes intrigas.

## Elenco
- Arturo Bonín como Fiscal Laborde (Episodio 1).
- Mónica Ayos como Amante de Ricardo (Episodio 1).
- Jorge Schubert como Carlos y Ricardo Ortega (Episodio 1).
- Alex Benn como Fiscal Mignino (Episodio 1).
- Héctor Malamud como Asesino (Episodio 1).
- Gustavo Böhm como José Andrada (Episodio 1).
- Luis Luque (Episodio 2).
- Noemí Frenkel (Episodio 2).
- Patricio Contreras (Episodio 2).
- Aníbal Guiser como Marcelo (Episodio 2).
- Celina Font (Episodio 2).
- Natalia Lobo como Cló (Episodio 4).
- Daniel Kuzniecka como Enzo (Episodio 4).
- Luis Ziembrowski como Vigno (Episodio 4).
- Silvina Bosco como Laura (Episodio 4).
- Juan Manuel Tenuta (Episodio 4).
- Rita Terranova
- Gastón Ricaud
- Mario Alarcón
- Marcela Ferradás
- Atilio Veronelli
- Valeria Britos
- Pablo Alarcón
- Roberto Catarineu
- Mónica Scapparone
- Corina Fonrouge
- Yael Tesouro
- Marcelo Melingo
- Claudio Gallardou como Carlos
- Cristina Fridman
- Gianni Fiore
- Daniel Tedeschi
- Greta Gleyzer
- Darío Levy
- Graciela Borges como Peggy (Episodio 8).
- Dalma Maradona como Ernestina (Episodio 8).
- Martín Seefeld como Lobista (Episodio 8).

## Episodios
| N.º | Título                                      | Dirigido por     | Escrito por            | Fecha de emisión original |
| --- | ------------------------------------------- | ---------------- | ---------------------- | ------------------------- |
| 1   | «Uno en dos»                                | Mario Sábato     | Axel Nacher            | 5 de diciembre de 2004    |
| 2   | «El vigilador»                              | Fernando Spiner  | Jorge Manzur           | 12 de diciembre de 2004   |
| 3   | «La sangre de los dioses»                   | Aníbal Di Salvo  | Betty Gragnaniello     | 19 de diciembre de 2004   |
| 4   | «Hiedras»                                   | Eduardo Calcagno | María Laura Gargarella | 26 de diciembre de 2004   |
| 5   | «Gotas de lluvia sobre mi cabeza»           | Sergio Bellotti  | Marcela Balza          | 2 de enero de 2005        |
| 6   | «Un portero a la búsqueda de un victimario» | Alberto Lecchi   | Daniel García Molt     | 9 de enero de 2005        |
| 7   | «El beguén»                                 | Héctor Molina    | Natalia Taccetta       | 16 de enero de 2005       |
| 8   | «Desarmadero»                               | Raúl de la Torre | Raúl de la Torre       | 23 de enero de 2005       |

## Recepción

### Comentarios de la crítica
En una reseña para el diario de La Nación, Hernán Ferreirós escribió que la serie está abundada por «la sobreactuación y la declamación en los actores, sobran monólogos y diálogos que reproducen lugares comunes y faltan acción y lógica en el relato». En base al primer episodio, Dolores Graña del mismo diario otorgó a la serie una crítica más positiva diciendo que es eficiente el trabajo de los protagonistas, con un guion que supo dosificar el suspenso y que mostró los beneficios narrativos, pero que la historia no resultó ser tan lograda en la pantalla.